# 郭國基
郭國基（1900年4月10日—1970年5月28日），男，臺灣屏東東港人，政治人物。
他在擔任臺灣省議會議員期間，因經常對有關當局及時事提出批評與質疑等，與吳三連、李萬居、郭雨新、李源棧、許世賢等，被共同尊稱為該議會之「五龍一鳳」人物。
1950年，時任國立臺灣大學校長傅斯年於臺灣省議會受他質詢不久後突發腦溢血，隨後病逝；他事後受《台灣新生報》訪問時，其發言因故引起誤會，隨後一度引發廣大的輿論爭議。
此外，他曾表示「賜我光榮死於議壇」；最後他於增選中當選立法委員職務，但不久即因直腸癌併發症等而過世。

## 早年生平
郭國基於1900年出生於今屏東縣東港鎮，8歲時入東港公學校就讀，公學校畢業後，考進台南長老教會學校（今長榮中學），在中學時受到日本人歧視，使郭國基產生民族意識。:6
大正六年（1917年），郭國基在18歲時前往日本，先後就讀東京青山學院中學部（今青山學院中等部・高等部）、明治大學預科（先修班），後至明治大學政治系就學。
大正九年（1920年）1月，臺灣留學生於東京組織「新民會」，當時就讀明治大學的郭國基與同校同學彭華英等16人參與其中，同年6月14日，郭國基帶頭發動留日學生拒絕臺灣總督府行之有年的「始政宴」，以抗議日本殖民政府高壓統治。:38（本年由總務長官下村宏赴東京主持）並投身社會運動。同年，郭國基加入台灣文化協會。
1922年，郭國基再加入「台灣議會期成同盟會」。更在1923年，組織「留學生文化演講團」，到台灣各地巡迴演講，由於言詞犀利，便有了「郭大炮」這類的稱號。
大正十四年（1925年、民國十四年），郭國基從明治大學畢業。同年夏天，郭國基經朝鮮、遼東前往中華民國北京，與中華民國總統黎元洪見面，上萬言書，報告台灣事情，表示臺灣人苦慘、期望早日收復臺灣。郭國基獲得黎元洪總統玉照及「莊敬日強」墨寶。:7同年秋天，張作霖受到郭松齡倒戈相向，幾乎潰敗。後因日本關東軍相助使轉危為安，郭松齡夫婦被殺害。1926年，留日華僑在東京舉行郭松齡夫婦追悼大會，郭國基於會中巧遇就讀日本陸軍大學的盛世才，與之為友。:8當時盛世才向郭國基表示，中國留學生未能獲准上「滿、蒙、西伯利亞」軍事課，認為是日本軍閥對該地必有陰謀。郭國基遂利用臺灣人較易接近日本人之境遇，結交日籍陸大學生，借閱講義偷抄給盛世才。因此與盛世才推心置腹，並經盛世才介紹，秘密加入中國國民黨東京支部為黨員。:8
昭和十四年（1929年），郭國基在其妹介紹下與出身新潟縣、東洋女子齒科醫學專業學校畢業的鈴木久代結婚，兩人在東京成婚。婚後相繼回臺。鈴木久代回台灣後定居高雄，任教長榮等女校；後任高雄州廳民事調停官。:8-9
昭和十七年（1942年），日本殖民當局在前高雄州特別高等警察課課長仲井清一主導下，羅織東港事件等政治事件，大批搜捕有反日思想者。郭國基妹婿張明色遭控副主謀（主謀歐清石），而郭國基為營救張明色奔走，也遭指控通謀美軍轟炸高雄港、炸毀高雄軍事設施，並在監獄中遭「廿四名無情漢，用卅六種刑具」刑求，屈打成招之下承認接受蔣介石資金反叛日本。:10郭國基在一審被判無期徒刑，複審改判十年有期徒刑。在日本投降前夕保外就醫。
郭國基其妻鈴木久代在此段期間常遭到日本右翼份子羞辱，說她是日本人竟嫁給殖民地人民為妻，而且居然還敢謀反，令鈴木久代以淚洗面。

## 步入政壇

### 戰後初期
1945年，日本投降。在東港事件遭刑求的郭國基曾邀同樣遭受特高警察迫害（瑞芳事件）的北部受害者李建興，兩人一北一南展開追捕特高警與其鷹犬的行動，但為李建興婉拒。後來郭國基在其妻子鈴木久代開設的齒科診所（位於高雄鹽埕區）門口掛上「間諜事件、謀反事件、反日事件、冤獄復仇會」的招牌。郭國基結合東港事件被害者，組織高等事件復仇會，決定「血祭」全臺特務。將主導東港事件的仲井清一私刑處決。
當時台灣人彌漫在歡迎祖國的氣氛。然而去過中國的郭國基卻未如此樂觀，他專程自高雄出發，一路走過被美軍轟炸的鐵公路，前往臺中阿罩霧（霧峰）遊說林獻堂，力勸他不要以為臺灣回歸祖國就一切都好了，必須把文化協會演講、臺灣議會設置請願運動等社運維持下去。然而林獻堂並沒有聽下去。那年雙十節還在臺北中山堂前的慶祝大會發表演說，歡迎祖國到來。:40

### 高雄市參議員及省參議員
1946年，郭國基於高雄市鹽埕區參選高雄市參議會議員，當選高雄市參議會議員。又被推為臺灣省參議員，擔任中國國民黨高雄市黨部第一任指導員。郭國基在市參議會期間，對軍統局出身的高雄市長連謀，任內大量引介福建泉州惠安同鄉，在市參議會調侃連謀：「當今高雄市政府，已成惠安的殖民地了。」引起討論。
在參選省議員時，以整肅日治時期為虎作倀的御用紳士、嚴懲政府接管前侵吞日產者、擁護林獻堂為省參議會議長作為三項主要政見。並在省參議會議長選舉中，票投給林獻堂。
1947年二二八事件發生前一個月，郭國基在1月12日一場三青團高雄分團集會發表演講中，表示「中國國民黨成立國民政府二十餘年，並未真實實行三民主義...元朝異族不過數十萬人，侵入中國為主執政八十餘年；清朝滿族不過八百萬人，侵入中國為主執政二百餘年。由此可見中國民族之懦弱性。我台灣民族現有六百餘萬人，自元明清以來均不願受中國統治，歷有抵抗事實...」被指鼓勵「青年均能立志為台灣獨立而努力，勿再受大陸中國管轄」，獲得不少掌聲。被國民黨政府的保密局認為極度不妥而將其列為「台獨分子」。不久，2月底發生二二八事件，郭國基遭政敵挾怨報復，被指煽動暴動於5月6日被捕，入獄210天，最後由台灣高等法院判決無罪釋放（當時郭國基辯護律師是陳逸松）。而在獄中體認到國民黨省黨部的袖手旁觀，使郭國基心灰意冷，在出獄後退出國民黨。:15
在郭國基繫獄期間，保密局仍在一份〈台灣不肖份子勾結外人陰謀獨立自治運動〉密報中，宣稱「以日本在台灣地下工作人員為背景者：以日諜田市川與高雄省參議員郭國基等為中心人物」。將郭國基列為「以日本在台灣地下工作人員為背景者」，稱其參與「勾結外人陰謀獨立自治運動」。

### 質詢傅斯年事件
1950年12月20日下午六時，郭國基於省參議會中質詢國立台灣大學校長傅斯年，內容為詢問台大的「秀才教育」及聯合國捐贈台大器材遺失的問題，據在場緊鄰傅斯年的教育廳長陳雪屏回憶，問答者雙方均無參雜火藥氣味。然而因傅斯年長年健康不佳、校務勞累，導致下台後腦溢血病逝。時任代理議長的議長李萬居在接受《台灣新生報》記者訪問時用國語發音表示「傅斯年棄世」，遭記者誤傳為「傅斯年氣死」，導致傳出「郭大砲氣死傅斯年」傳言。甚至隔日（12月21日）四百名台大學生遊行至台北市南海路省參議會要求交出郭國基出來，隨後李萬居在省參議會第十次大會第五次會議上上以代理主席表示「昨日郭參議員詢問各點，均屬普通問題，態度亦即溫和，彼回復時亦及心平氣和，並無憤怒之事。今日報載『棄世』誤為『氣死』，實為誤聽。」

### 省議員時期
1957年，臺灣省臨時省議會第三屆省議員選舉，郭國基轉移至台北競選。競選期間，郭國基在4月14日出席在臺灣省警察學校大禮堂舉行的公辦政見發表會，他用臺語發表政見指出「我今天上午看報紙得知，新加坡已經脫離英國統治，成立獨立自治政府，這對我們而言，實在是一個非常好的消息。」並抨擊國民黨政權的司法，「有錢判生，無錢判死」；針對稅制，他也指責「中華民國萬萬稅」。這兩點是當年台灣民間普遍詬病的現象，其他候選人也曾提出批評。結果有十幾位外省籍人士動作十分一致地集體站起來，指責郭國基不應該使用臺語演講、違反選舉規定；事實上，其他候選人也有使用臺語發表政見的，不過，這些人並未提出抗議，顯然他們是特別針對郭國基而來的，因此，郭國基當場請選務人員解釋，經過翻查選舉法規中並無禁止使用臺語的規定後，這些人不罷休還擴大鼓譟，讓郭國基無法繼續演講，他只好作罷離開現場。
第二天，國民黨控制的媒體都刻意歪曲報導這則新聞，一面倒地抨擊郭國基。當天的政見發表會上，郭國基反擊「三百年前，國基的祖先追隨鄭國姓渡海平克台灣，在此普遍使用台灣話，我用台灣話演講有何不可？而今竟有十幾位外省兄弟反對無黨籍人士使用台語，豈非成為『乞食趕廟公』的笑話？關公爺借荊州佔荊州，豆油借你搵（台語：用、沾），連碟子都拿去。」「乞食趕廟公」一詞引起國民黨媒體展開窮追猛打，在投票前的活動期間，大幅以報導和評論提出嚴厲指責，宣稱郭國基的政見內容有煽動台獨及分化本省人與外省人感情之嫌。國民黨控制的選舉監察小組，也由召集人（台北地方法院院長趙執中）公開向記者表示將對郭國基的「詆毀政府、違背國策」言論，送請治安機關依法辦理。唯最終在4月21日投票結果，郭國基在臺北市以第二高票當選。也使他成為臺灣選舉史上成功的街頭演說家之一。
1960年，郭國基於臺北競選第二屆省議員，高票當選。然而本次選舉卻出現選民未去投票但選票卻被領走、冒領冒投、死人投票、選票無端失蹤等等情形。郭國基以當選人身分與其他兩位落選人李連麗卿、宋霖康提出「當選無效」之訴，要求查驗投票所選票數，革除選舉各種弊端，結果被判駁回。
1963年，於臺北競選第三屆省議員，然而在選前高玉樹大力支持無黨籍的楊玉城。最後郭國基以些微票數落選。
1968年，郭國基回到高雄競選第四屆省議員選舉，在同時舉行的市長選舉中表態支持以往有宿怨的楊金虎爭取黨外票源，最後郭國基與楊金虎雙雙當選。
郭議員在省議會期間問政犀利，咄咄逼人，常為選民所愛戴。其政治主張不涉個人好惡，而力主民主法治之推行，以及民生生活水平之改善，其問政常受知識分子執著之影響，而能一針見血，擊中要害，為省府首長最難應付之人物之一。

## 競選立委及晚年
1969年，郭國基因直腸癌赴臺大醫院手術。一度赴日本接受鈷六十放射治療。
同年3月，〈動員戡亂時期自由地區中央公職人員增補選辦法〉公佈，舉行增選立法委員選舉，為國民黨政府遷台來首次立委增選補選。本次立委為終身職。郭國基以「助我進軍立法院」為號召，投入台灣省第二選區參選，選區包括彰化、嘉義、雲林、臺南、高雄、屏東、臺東、花蓮、澎湖九縣及臺南、高雄二市，郭國基在十五天競選過程中耗盡精力，成功當選立法委員。:58在立法委員就職典禮上，當記者問他到國會後第一件事要爭取什麼。郭國基不假思索回答「成立反對黨：沒有反對黨，說是民主政治，是欺世盜名。」，只是不久後他就辭世。:59
1970年2月24日宣誓就職後，郭國基就直腸癌復發，5月4日住進臺大醫院治療，5月28日零時七分，因直腸癌併發尿毒症，郭國基於立法委員任內病逝臺大醫院。:11

## 相關事蹟
郭國基在競選第二、三屆省議員時曾在傳單自言，在日治時代讀中學，寫日本歷史考卷時，答出神功皇后在三韓征伐時與武內宿禰通姦生應神天皇，如呂不韋生秦始皇，以彰顯日本天皇非萬世一系。險被開除學籍，後來學校以「臺灣學生不識日本皇室尊嚴、神聖不可侵犯」，最後是「姑暫寬恕」。:162:226（據《日本書紀》載，仲哀天皇未隨神功皇后征韓就猝死，神功皇后征韓後產下應神天皇。）
郭國基在競選時，最具特色的是播放日軍軍歌《軍艦行進曲》，搭配大砲造型。以形容自己為「郭大砲」的形象。
1957年郭國基在當時還是省轄市的臺北市競選省議員，在廣州街警察學校政見發表會上，有許多聽眾叫鬧着不許他用臺語演講，郭國基激昂陳詞：「我生為台灣人，是食台灣水活的，是食台灣米大的，日本政府還不敢禁止咱講台灣話。台灣人在台灣，不准講台灣話？你們少數作風如同『乞丐趕廟公』、「關老爺借荊州、霸荊州」、『豆油借你醞，碟子都搶去』…」這兩句「乞丐趕廟公」 (khit-chia̍h kóaⁿ biō-kong) 、「豆油借你醞，碟子都搶去」 (tāu-iû chiò lí ùn, phiat-á lóng chhiúⁿ--khì) 後來成為社會上許多人朗朗上口的俗語。
郭國基對於黨國不分的「國民黨黨歌」兼「國歌」深不以為然。他曾在省議會質詢主張將「吾黨所宗」改為「吾國所宗」，在省議會裡引起風潮，但無結果。每逢省議會開議唱「國歌」時，他絕不起立，他說那不是國歌，而是國民黨黨歌。有一次有外賓來省議會參觀，引起議長黃朝琴緊張，拜託郭國基在唱「國歌」時勿再坐著，否則外賓問起，實在不知如何解釋。郭國基給了黃朝琴面子，答應可以不坐著，但絕不肅立，只站一隻腳。果然，唱「國歌」時，記者們的眼睛都在注意郭國基的腳，郭果然只站一隻腳，喧騰一時。
郭國基曾批評黃朝琴為「新辜顯榮」。林曙光則分析黃朝琴想任臺灣總督卻希望落空，目睹謝東閔出任省主席後即謝世。

## 家族
郭國基與鈴木久代育有兩男一女，長子郭拔山，次子郭蓋世（取項羽辭世詩「力拔山兮氣蓋世」）。女兒郭美娜。鈴木久代在高雄鹽埕區新興街開設久代齒科醫院。郭蓋世與康寧祥在高中時同班。

## 評價
由於郭國基同時具有大中華主義思想、反對國民黨威權、一黨專政，及反對國民黨政府的打壓臺語政策等政治立場，因此受到統獨兩派人物的稱許。
統派作家李敖评价郭国基说：“郭国基为什么了不起？因为他有一个奇怪的观念，他被国民党政府抓住以后，给他戴了脚镣，六斤半重的脚镣，人都不大能走路了，说他涉案二二八事件，事实上跟他无关，当时他被嫌疑，就把他关起来。有一次他做省议员的时候，就跟陈诚见面，他跟陈诚说，你们这些外省人，太小看我们台湾人了，你们以为我们要搞台湾独立，我们那么笨吗？台湾这麼小，大陆这么大，大陆这些土地资源财产，是你们的祖先跟我们的祖先共同经营来创造的，为什么我只要台湾，我不要大陆？这是我祖先留给我的财产，大陆也是我们的，也是我们台湾人的，为什么你们老以为我们台湾人想独立，你太小看我们了……大家见过这么有气魄的，这么有眼光的，这么有胸怀大志的台湾人吗？这就是郭国基先生。”
立場親獨派的歷史學者李筱峰則曾稱讚郭國基抗議國民黨政府黨國不分以黨歌當國歌、禁止臺灣話的政策，以及積極與雷震推動成立中國民主黨的事蹟。

## 傳記及相關書籍
- 郭拔山著，《郭國基選壇馳聘錄》，高雄：大舞台書苑出版社，1977年11月再版。

## 外部連結
- 臺灣省諮議會 - 郭國基 （页面存档备份，存于）
- 馬非白，【被遺忘的歷史】郭國基口禍與「乞食趕廟公」的文化衝突（上） （页面存档备份，存于）
- 馬非白，【被遺忘的歷史】郭國基口禍與「乞食趕廟公」的文化衝突（下） （页面存档备份，存于）